# Młoty (Bystrzyca Kłodzka)

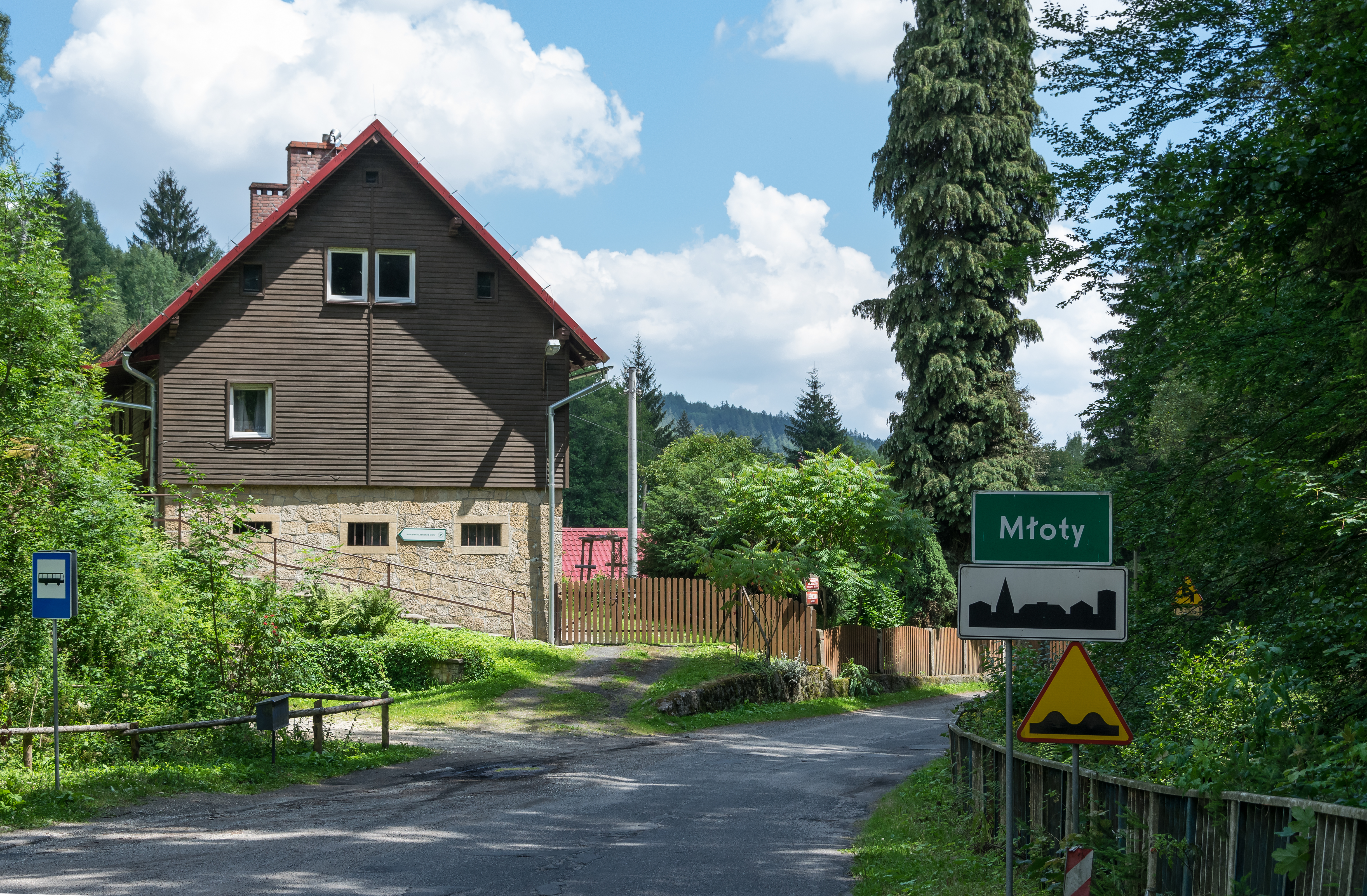
Forsthaus in Hammer / Młoty

Młoty (deutsch: Hammer) ist ein Ort in der Stadt- und Landgemeinde Bystrzyca Kłodzka im Powiat Kłodzki der Woiwodschaft Niederschlesien in Polen. Es liegt acht Kilometer westlich von Bystrzyca Kłodzka (Habelschwerdt).

## Geographie
Młoty liegt am östlichen Abhang des Habelschwerdter Gebirges im Tal der Habelschwerdter Weistritz. Nachbarorte sind Paszków (Pohldorf) im Norden, Huta (Hüttenguth) und Zalesie (Spätenwalde) im Nordosten, Wójtowice (Voigtsdorf) und Nowa Bystrzyca (Neuweistritz), im Osten, Spalona (Brand) im Süden, Mostowice (Langenbrück) und Piaskowice (Friedrichsgrund) im Südwesten und Lasówka (Kaiserswalde) im Westen. Südlich erhebt sich die 784 m hohe Schlösselkoppe (polnisch Zamkowa Kopa).

## Geschichte
Hammer, dessen Gebiet zur Grafschaft Glatz gehörte, wurde nach der Mitte des 16. Jahrhunderts auf ausgerodetem landesherrlichem Forstgrund als Kammerdorf angelegt und 1571 als Hammerstadt bezeichnet. Die Bezeichnung leitet sich von dem seit dem Mittelalter hier betriebenen Bergbau ab (Eisenhammer/Hammerwerk). Später entwickelte sich die Steinindustrie. Da es über kein Gotteshaus verfügte, gehörte es zur Pfarrei Habelschwerdt und kam später zur Pfarrei Voigtsdorf.
Zusammen mit anderen Kammerdörfern im Distrikt Habelschwerdt erwarb Hammer 1684 der Glatzer Landeshauptmann Michael Wenzel von Althann, der aus den neu erworbenen Dörfern die Herrschaft Schnallenstein bildete, deren Hauptort Rosenthal war, weshalb sie auch als „Herrschaft Rosenthal“ bezeichnet wurde. 1684 bestand Hammer aus 15 Stückleuten, vier Häuslern und einem Steinbruch.
Nach dem Ersten Schlesischen Krieg 1742 und endgültig mit dem Hubertusburger Frieden 1763 fiel Hammer zusammen mit der Grafschaft Glatz an Preußen. Nach der Neugliederung Preußens gehörte es ab 1815 zur Provinz Schlesien und war zunächst dem Landkreis Glatz und ab 1818 dem neu geschaffenen Landkreis Habelschwerdt eingegliedert, mit dem es bis 1945 verbunden blieb. Seit 1874 gehörte Hammer zusammen mit den Landgemeinden Altweistritz, Hüttenguth, Krotenpfuhl, Neuweistritz, Spätenwalde und Voigtsdorf zum Amtsbezirk Altweistritz. 1939 wurden 260 Einwohner gezählt.
Als Folge des Zweiten Weltkriegs fiel Hammer 1945 wie fast ganz Schlesien an Polen und wurde in Młoty umbenannt. Die deutsche Bevölkerung wurde vertrieben. Die neu angesiedelten Bewohner waren teilweise Zwangsumgesiedelte aus Ostpolen, das an die Sowjetunion gefallen war. Da zahlreiche Neusiedler Młoty in den nächsten Jahrzehnten wieder verließen, ging die Einwohnerzahl deutlich zurück, wodurch viele Häuser dem Verfall überlassen wurden. 1975–1998 gehörte Młoty zur Woiwodschaft Wałbrzych (Waldenburg).